# 林唯義
林 唯義（はやし ただよし、1902年（明治35年）5月24日 - 1988年（昭和63年）8月29日）は、日本の政治家。衆議院議員（2期）。自由民主党所属。戸籍名・忠義。

## 経歴
東京都出身。日本大学専門部政治科中退。東京市嘱託から、大政翼賛会議会局部長、翼賛政治会理事を経て、1955年の第27回衆議院議員総選挙で日本民主党から旧北海道第2区に立候補して当選、以降二期連続当選。1960年の第29回衆議院議員総選挙で落選、政界を引退した。落選後は政治評論家となった。